# Dioscorea hamiltonii
Dioscorea hamiltonii är en enhjärtbladig växtart som beskrevs av Joseph Dalton Hooker. Dioscorea hamiltonii ingår i släktet Dioscorea och familjen Dioscoreaceae. Inga underarter finns listade i Catalogue of Life.